# SCR 1845-6357
SCR 1845-6357 は、くじゃく座にある赤色矮星。太陽系から24番目に近い恒星で、12.57光年離れている。質量は太陽の7%に過ぎず、非常に暗く小さい恒星であり、地球から肉眼で見ることはできない。
2006年3月22日、SCR 1845-6357に褐色矮星の伴星があると報道された。この褐色矮星はSCR 1845-6357から平均4.5AU離れており、質量は木星の9-65倍、表面温度は750℃である。スペクトルにメタンの吸収線が見られ、T型に分類された。